# Bosarps församling
Bosarps församling var en församling i Lunds stift och i Eslövs kommun. Församlingen uppgick 2002 i Östra Onsjö församling.

## Administrativ historik
Församlingen har medeltida ursprung. Församlingen införlivade tidigt Öslövs församling.
Församlingen var till och med 1946 moderförsamling i pastoratet Bosarp och (Västra) Strö. Från 1947 till och med 1961 annexförsamling i pastoratet Trollenäs, Bosarp och (Västra) Strö. Från 1962 till och med 2001 annexförsamling i pastoratet Stehag, Trollenäs, Bosarp och Västra Strö som från 1992 även omfattade Billinge församling. Församlingen uppgick 2002 i Östra Onsjö församling.

## Kyrkor
- Bosarps kyrka